# Vajkai érseki szék
A Vajkai érseki szék (szlovákul Zemianska stolica arcibiskupských predialistov vo Vojke nad Dunajom) az Esztergomi érsekség egyik katonai rendeltetésű széke, elsősorban a Csallóközben, mely székhelyéről Vajkáról kapta nevét. Hivatalosan 1855-ig nem tagozódott be a vármegyei rendszerbe, gyakorlati működése azonban gazdasági okok és az ebből eredő hivatali nehézségek miatt már ennél valamivel korábban megszűnt. Ezen székekben egyházi nemesek laktak, fő birtokaik Vajka mezővárosában voltak, ezen kívül Doborgazon, Keszölcésen, Bacsfán, Pinke- és Mórockarcsán, Kisalbáron, valamint Szentgyörgyúr, Bense, Péterfa és Dohafa pusztákon, illetve Pozsonypüspöki mezővárosában.

## Története
Vajka első fennmaradt írásos említése 1186-ból való, de az irat hitelessége vitatott.
1495-ben a pozsonyi káptalantól kapott ajándékba a vajkai és doborgazi (!) szék bort.
A vajkai érseki nemesek is részt vettek Esztergom török alóli felszabadításában (1683) és 1809-ben a győri csatában az érsek bandériumaiban.
Amadé Ferenc halála után a nádori tisztségben, fia Amadé Tádé követte, akit 1825-ben nevezett ki az érsek. Beiktatására azonban országgyűlési és egyéb teendői miatt, csak 1828-ban került sor a külsőségek mellőzésével. Őt 1831-ben császári és királyi zenegrófnak nevezték ki, minek folytán 1832-ben lemondott nádori tisztségéről, mely funkció ügyeivel amúgy sem foglalatoskodott. Mivel 1831-1838 között az esztergomi érseki szék betöltetlen maradt, új nádor kinevezésére csak 1842-ben került sor Nádasdy Lipót személyében. Az említett évtized alatt azonban a szék önkormányzati szervezete leépült, gyakorlatilag a tisztviselők megfogyatkozott száma miatt a gyakorlati ügyintézés ellehetetlenült. Az új nádor beiktatását követően azonban a közgyűlési jegyzőkönyvek vezetése már nem folytatódott, valószínűleg a súlyos működési zavarokkal küzdő vajkai szék önkormányzata az 1848-as forradalomig csendben elsorvadt.
A szék pecsétje például 1732-ből ismert. A bandériumi zászlót a 18. század végén a vajkai templomban tartották (hasonlóan a verebélyiekhez).
A doborgazi egyházi nemesek aranymosással is foglalkoztak Tejfalun.

## Fennmaradt iratanyaga
A vajkai érseki szék "levéltára" Vajkán a szék házában lehetett. A szék megszűnte után a vajkai Molnár család őrizte, majd annak a 19. század második felében történt kihalása után a helybeli templomba került (sekrestyében, illetve befalazva). 1970-ben a somorjai tájházba került, majd 1978-ban Püspöki Nagy Péter közreműködésével a pozsonyi Állami Területi Levéltárba.

## Tisztségviselői

### Nádorok

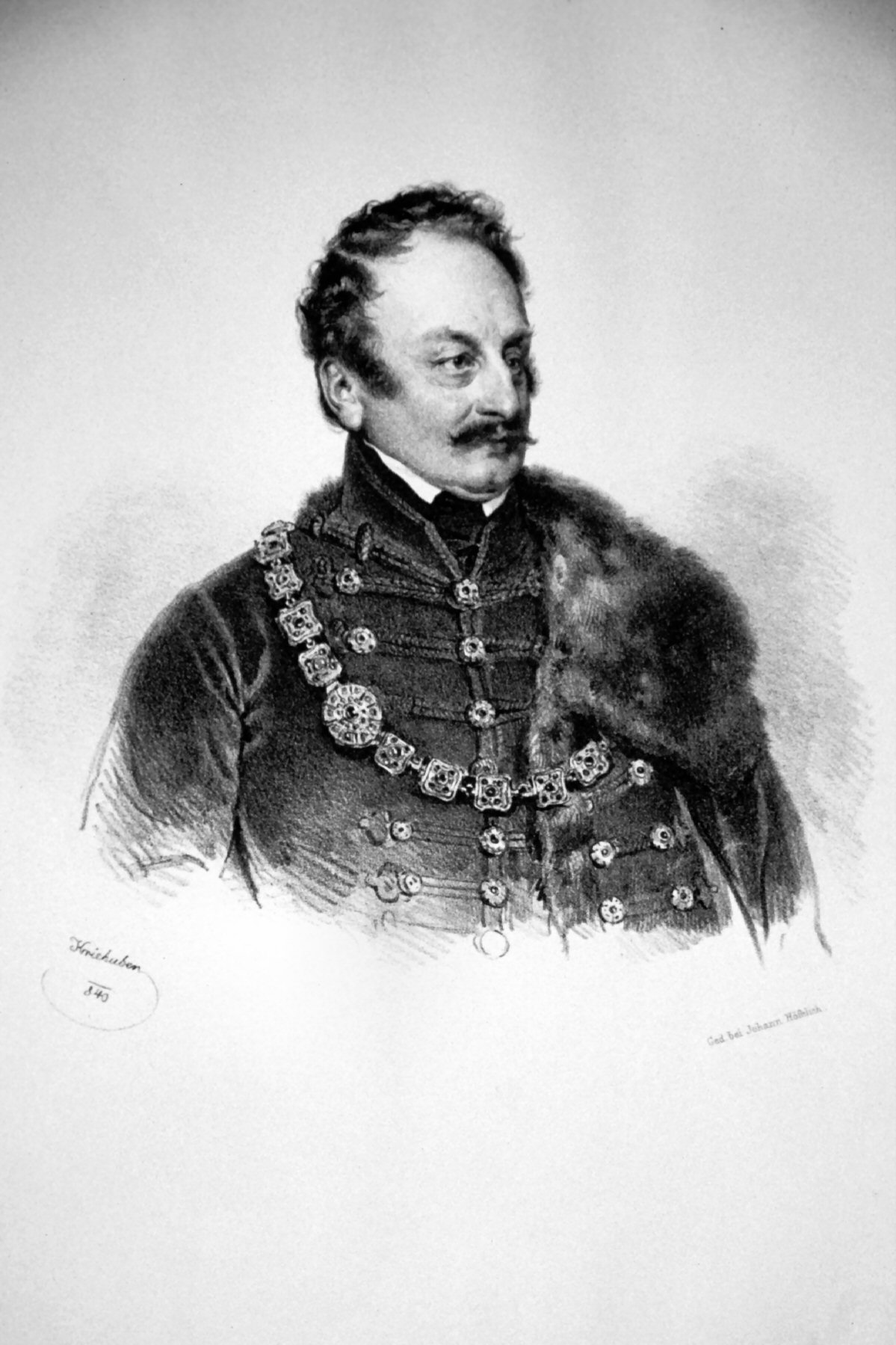
Amadé Tádé

Az élen álló nádor, aki általában országos főnemes is volt, az érseknek felelt. Ismertek közülük:
- Bessei Farkas Tamás[9]
- Törös János (?-1633),[10]
- Maholányi József királyi személynök,
- Paluska György helytartótanácsi tanácsos,
- Scherudam Bertalan,
- lerchenaui Managetta János György udvari tanácsos és referendárius a királyi kancellárián,[11]
- Rimanóczy Antal,
- Balogh László (1765-1783),
- várkonyi gr. Amadé Tádé (1783-1807),
- gr. Amadé Ferenc (1808-1824),
- ifj. gr. Amadé Tádé (1825/28-1832) cs. k. zenegróf
- fogarasföldi Nádasdy Lipót (1842-1848) cs. k. aranykulcsos, v. b. t. tanácsos, Komárom vm. örökös főispánjának személye.

## Külső hivatkozások
- Interethnica
- Magyar Katolikus Lexikon